# Hautvillers
Hautvillers is een gemeente in het Franse departement Marne (regio Grand Est). De plaats maakt deel uit van het arrondissement Épernay. Hautvillers telde op 1 januari 2022 628 inwoners.

## Geografie
De oppervlakte van Hautvillers bedroeg op 1 januari 2022 11,77 vierkante kilometer; de bevolkingsdichtheid was toen 53,4 inwoners per km².

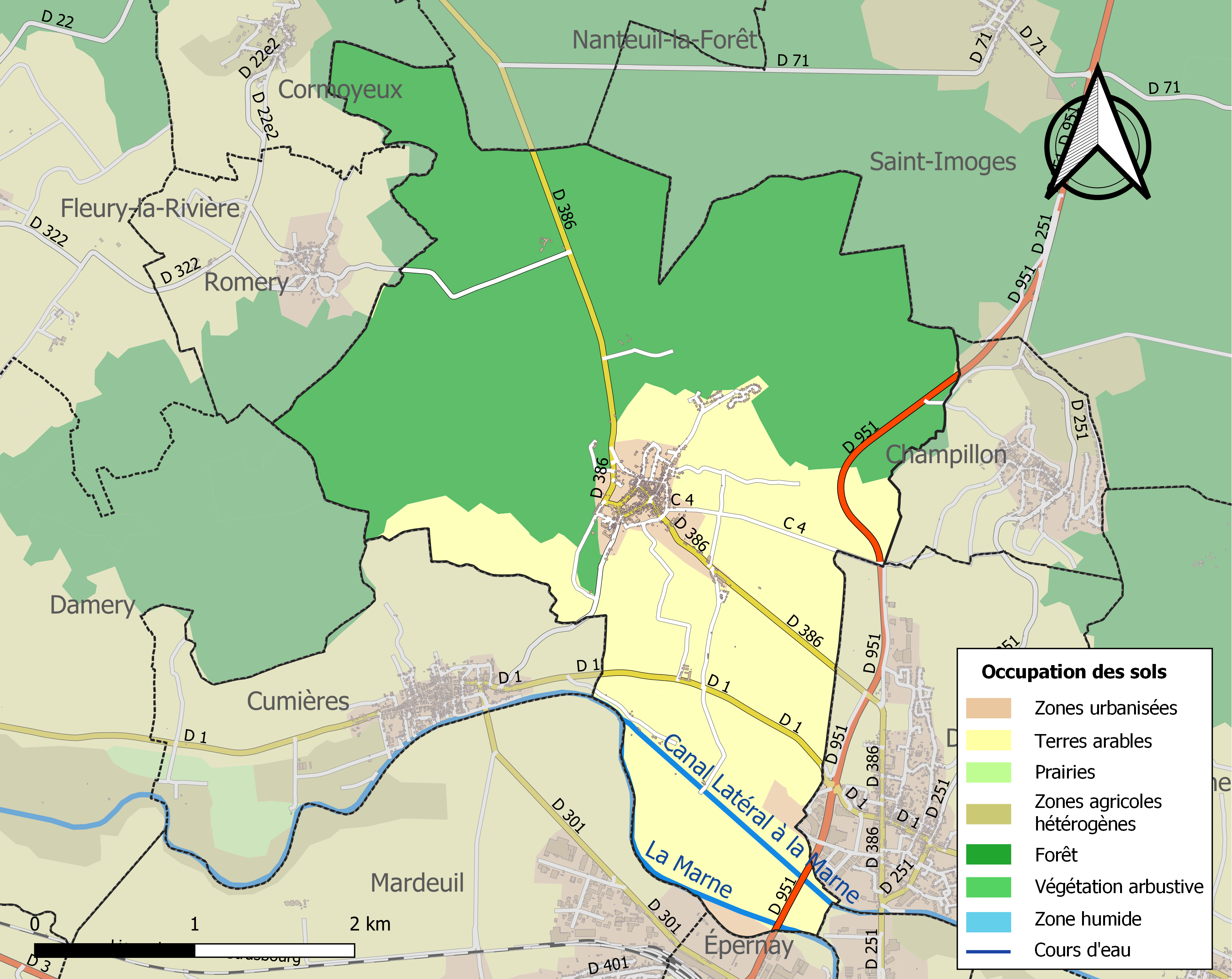
Kaart van de gemeente met de belangrijkste infrastructuur, bodemgebruik en omliggende gemeenten

## Demografie
Onderstaande figuur toont het verloop van het inwonertal (bron: INSEE-tellingen).